# کی لارگو (فلوریدا)
کی لارگو (به انگلیسی: Key Largo) نخستین و طولانی‌ترین جزیره در زنجیره جزایر  فلوریدا کیز در ایالت فلوریدای ایالات متحده آمریکا است. این جزیره با طولی حدود ۵۳ کیلومتر (۳۳ مایل)، در شمال‌شرقی این زنجیره قرار دارد و از طریق «بزرگراه ایالتی ۱ ایالات متحده» و پل «پل جافیش کریک» به سرزمین اصلی متصل می‌شود.
نام این جزیره در گذشته راک هاربر (Rock Harbor) بود، اما پس از اکران فیلم پرطرفدار کی لارگو در سال ۱۹۴۸ با بازی همفری بوگارت و لورِن بَکال که بخشی از آن در همین جزیره فیلم‌برداری شده بود، نام آن به کی لارگو (به معنی جزیره بزرگ در اسپانیایی) تغییر یافت.
مساحت کی لارگو حدود ۳۷٫۳ کیلومتر مربع (۱۴٫۴ مایل مربع) و شامل ۵۱۸۶ جریب زمین است. ارتفاع میانگین آن از سطح دریا حدود ۸ پا (۲٫۴ متر) است. مختصات جغرافیایی آن عبارت است از: ۲۵ درجه و ۵٫۱ دقیقه عرض شمالی، و ۸۰ درجه و ۲۶٫۷ دقیقه طول غربی.
جمعیت این جزیره طبق سرشماری سال ۲۰۱۰ میلادی، ۱۰٬۴۳۳ نفر بوده‌است.
کی لارگو در شهرستان مونرو، فلوریدا واقع شده‌است.